# Кубок Еквадору з футболу 2024
Кубок Еквадору з футболу 2024 — 3-й розіграш кубкового футбольного турніру у Еквадорі. Титул вперше здобув Депортіво Ель Насьйональ.

## Календар
| Раунд            | Дата                       | Матчі | Клуби   |
| ---------------- | -------------------------- | ----- | ------- |
| Попередній раунд | 19 червня 2024             | 1     | 49 → 48 |
| Перший раунд     | 21 червня - 8 липня 2024   | 16    | 48 → 32 |
| 1/16 фіналу      | 20 липня - 15 серпня 2024  | 16    | 32 → 16 |
| 1/8 фіналу       | 21 серпня - 9 вересня 2024 | 8     | 16 → 8  |
| 1/4 фіналу       | 19 вересня - 3 жовтня 2024 | 4     | 8 → 4   |
| 1/2 фіналу       | 22-23/30-31 жовтня 2024    | 4     | 4 → 2   |
| Фінал            | 27 листопада 2024          | 1     | 2 → 1   |

## 1/8 фіналу
| Команда 1                   | Рахунок      | Команда 2                |
| --------------------------- | ------------ | ------------------------ |
| 21 серпня 2024              |              |                          |
| Санта Елена Сампа (3)       | 1:4          | Універсідад Католіка     |
| 28 серпня 2024              |              |                          |
| Індепендьєнте Хуніорс (2)   | 0:1          | Мушук Руна               |
| 29 серпня 2024              |              |                          |
| ЛДУ Кіто                    | 3:0          | Депортіво Куенка         |
| 30 серпня 2024              |              |                          |
| Вінотінто де Еквадор (2)    | 1:2          | Індепендьєнте дель Вальє |
| 4 вересня 2024              |              |                          |
| Депортіво Санто-Домінго (3) | 2:3          | Депортіво Ель Насьйональ |
| 5 вересня 2024              |              |                          |
| Аукас                       | 0:1          | Лібертад                 |
| 8 вересня 2024              |              |                          |
| Гуякіль Сіті (2)            | 3:1          | Дельфін                  |
| 9 вересня 2024              |              |                          |
| Емелек                      | 0:0 пен. 2:3 | Текніко Універсітаріо    |

## 1/4 фіналу
| Команда 1            | Рахунок      | Команда 2                |
| -------------------- | ------------ | ------------------------ |
| 19 вересня 2024      |              |                          |
| Універсідад Католіка | 2:2 пен. 4:3 | Текніко Універсітаріо    |
| 25 вересня 2024      |              |                          |
| Гуякіль Сіті (2)     | 1:2          | Індепендьєнте дель Вальє |
| 26 вересня 2024      |              |                          |
| Мушук Руна           | 2:1          | Лібертад                 |
| 3 жовтня 2024        |              |                          |
| ЛДУ Кіто             | 0:0 пен. 1:3 | Депортіво Ель Насьйональ |

## 1/2 фіналу
| Команда 1            | Заг.         | Команда 2                | 1-й матч | 2-й матч |
| -------------------- | ------------ | ------------------------ | -------- | -------- |
| 22/30 жовтня 2024    |              |                          |          |          |
| Універсідад Католіка | 2:2 пен. 5:6 | Індепендьєнте дель Вальє | 0:1      | 2:1      |
| 23/31 жовтня 2024    |              |                          |          |          |
| Мушук Руна           | 1:4          | Депортіво Ель Насьйональ | 1:2      | 0:2      |

## Фінал
| 27 листопада 2024 22:00 (EEST) |

| Індепендьєнте дель Вальє | 0:1      | Депортіво Ель Насьйональ |
| ------------------------ | -------- | ------------------------ |
|                          | Протокол | Кортес 44'               |

| Родріго Пас Дельгадо, Кіто Глядачів: 25 000 Арбітр: Єрсон Самбрано |